# Binalong

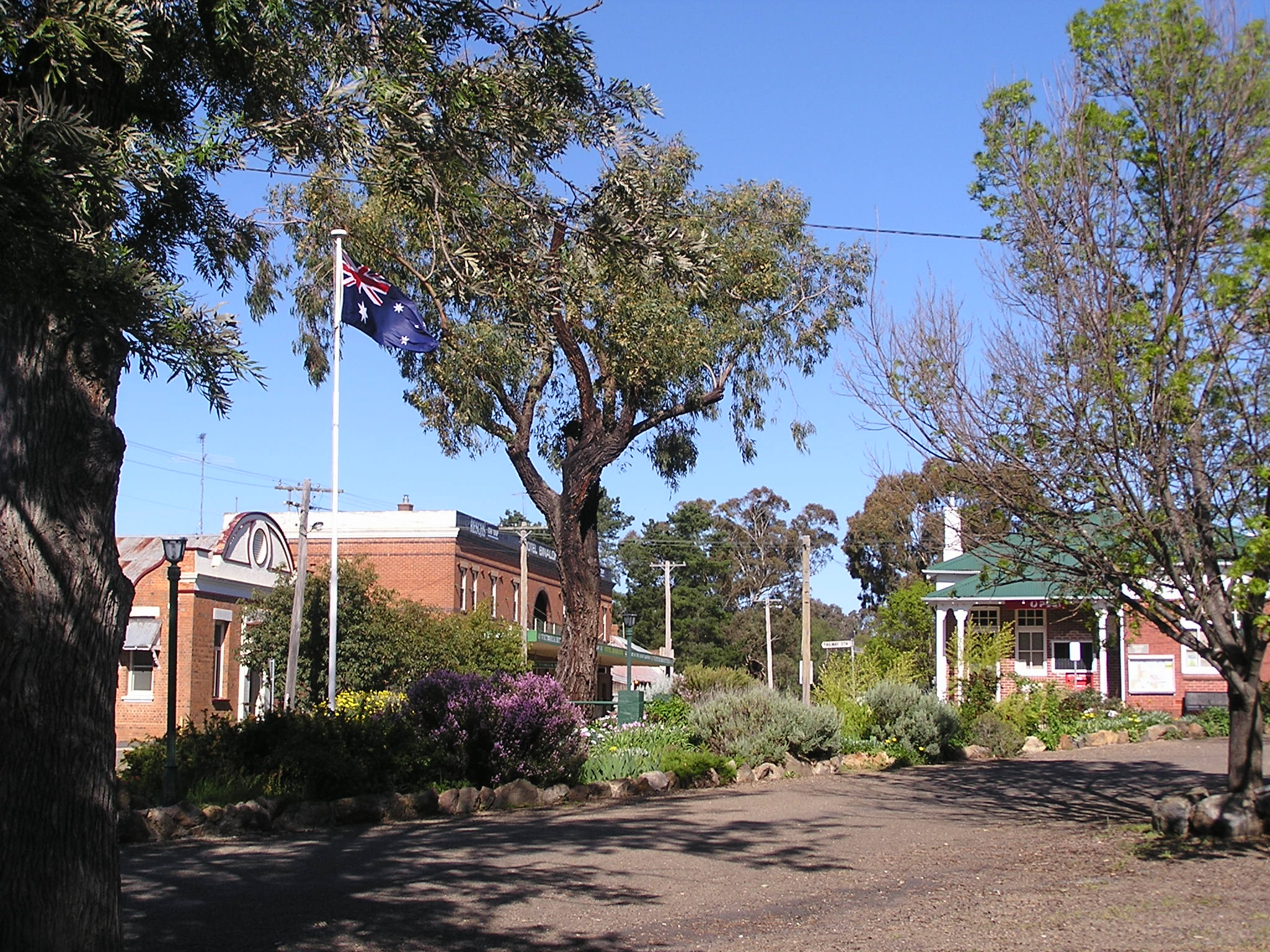
Centrum Binalong, widok na pocztę i Hotel Binalong.

Binalong – małe miasteczko w południowej Australii (Southern Tablelands, Nowa Południowa Walia) położone w odległości 37 km w kierunku północno-zachodnim od miasteczka Yass na terenie Yass Valley Shire (Doliny Yass). W roku 2006 Binalong miało ok. 269 mieszkańców.
W Binalong spędził znaczną część swojego dzieciństwa australijski "poeta buszu" Banjo Paterson, autor znanej pieśni Waltzing Matilda. Rodzina Patersonów przeprowadziła się do Binalong gdy przyszły poeta miał 5 lat. Banjo Paterson chodził tam m.in. do szkoły podstawowej i poświęcił tej miejscowości wiele swoich wierszy. Na lokalnym cmentarzu pochowany jest ojciec poety.